# Frelsens hær (album)
|  | Frelsens hær er også navnet på et kristent trossamfund, se Frelsens Hær |
Frelsens hær er det ottende studiealbum fra den danske pop/rock-gruppe Love Shop. Albummet blev udgivet den 1. november 2010 på A:larm Music. Det er gruppens første studiealbum i syv år siden National (2003), og det første album siden guitarist Hilmer Hassigs død i 2008. Forud for udgivelsen udkom førstesinglen, "Redningsklar" den 6. september 2010. Albummet debuterede som #2 på album-listen, med 1950 solgte eksemplarer i den første uge. Frelsens hær er det sidste Love Shop-album der medvirkes af Henrik Hall, der døde af kræft i januar 2011.
Albummets titel er taget fra sangen "Drømmeslottet" hvor teksten lyder, "Hvis du vil slås / gør det for os / frelsens hær i livet...", og er i følge sangskriver Jens Unmack, "to gode ord op mod hinanden, som i vores plades forbindelse intet som helst har at gøre med den religiøse organisation, som også bærer dem." Ifølge trossamfundet Frelsens Hær har titlen givet anledning til misforståelser, idet nogle medlemmer har troet at en del af indtægterne fra salget af albummet gik til organisationen. I en pressemeddelelse den 18. november 2010 oplyste bandet at de havde indgået et forlig med Frelsens Hær om brud på ophavsretten, og Unmack udtalte i den forbindelse at titlen "på ingen måde [var] ment som et forsøg på at kommentere eller drage fordel af organisationen". Som en del af forliget var indsamlere fra Frelsens Hær til stede ved koncerter på Store Vega den 20. og 21. november 2010.

## Spor
| #   | Titel                         | Tekst                  | Musik                  | Længde |
| --- | ----------------------------- | ---------------------- | ---------------------- | ------ |
| 1.  | "Redningsklar"                | Jens Unmack            | Unmack                 | 4:18   |
| 2.  | "Ikke langt herfra"           | Unmack                 | Unmack                 | 3:39   |
| 3.  | "Vinden som blæste"           | Unmack                 | Unmack                 | 4:08   |
| 4.  | "Drømmeslottet"               | Unmack                 | Mikkel Damgaard        | 3:34   |
| 5.  | "De elskende"                 | Unmack                 | Unmack                 | 3:11   |
| 6.  | "Lyset er for dig"            | Unmack                 | Unmack                 | 3:29   |
| 7.  | "Tunnelen for enden af lyset" | Damgaard               | Damgaard               | 1:35   |
| 8.  | "Du bestemmer nu"             | Unmack                 | Henrik Hall            | 3:23   |
| 9.  | "Mädchenclub"                 | Damgaard, Hall, Unmack | Damgaard, Hall, Unmack | 3:44   |
| 10. | "Dit eget selvmord"           | Unmack                 | Unmack                 | 3:01   |
| 11. | "Fester i Danmark"            | Unmack                 | Hall, Unmack           | 4:21   |
| 12. | "Memory Babe"                 | Unmack                 | Hall, Unmack           | 5:51   |

## Personnel
- Mikkel Damgaard – synthesizer, klaver, klokkespil, kor, tambourin, mandolin, producer og indspilning af trommer
- Mika Vandborg – guitar
- Jens Helleman – guitar og akustisk guitar
- Thomas Risell – bas
- Thomas Duus – trommer
- Søren Mikkelsen – mix
- Morten Woods – kor, guitar på "Drømmeslottet"
- Andreas Hviid – indspilning af trommer
- Björn Engelmann – mastering